# Isakowo (rejon bieżanicki)
Isakowo (ros. Исаково) – wieś (ros. деревня, trb. dieriewnia) w zachodniej Rosji, w osiedlu wiejskim Czichaczowskoje rejonu bieżanickiego w obwodzie pskowskim.

## Geografia
Miejscowość położona jest nad rzeką Cwienka, 16 km od centrum administracyjnego osiedla wiejskiego (Aszewo), 33 km od centrum administracyjnego rejonu (Bieżanice), 101 km od stolicy obwodu (Psków).

## Demografia
W 2010 r. miejscowość zamieszkiwało 15 osób.